# Споразум у Евијану
Споразум у Евијану (фр. Accords d'Évian; арап. اتفاقيات إيفيان) је мировни уговор између Француске и алжирског ФЛН-а потписан 18.3.1962. године у француском градићу Евијан ле Бен. Главни преговарачи били су Луис Јоксе на француској односно Крим Белкачем на алжирској страни. Споразумом је окончан Алжирски рат за независност (1954—1962) и призната независност Народне Демократске Републике Алжир.